# جاك أنتوان شارل براس
جاك أنتوان شارل براس (9 أكتوبر 1822، فيين، إزار - 22 مايو 1883) كان مهندسًا مدنيًا فرنسيًا متخصصًا في تصميم واستخدام المحركات الهيدروليكية.
تخرج بريس من المدرسة متعددة التقانات في عام 1843 وتلقى تعليمه الرسمي في الهندسة في مدرسة بونتس إيه تشاوسيه. عاد إلى مدرسة Ponts et Chaussées في عام 1848 مُدرِّسًا لدورات الميكانيكا التطبيقية وفي عام 1853 حصل على درجة الأستاذية في الميكانيكا التطبيقية، وبعد ذلك درس في المدرسة حتى وفاته في عام 1883.
اسمه واحد من 72 اسمًا مكتوبًا على برج إيفل.